# Cầu Gianh
Cầu Gianh là một cây cầu bắc qua sông Gianh trên Quốc lộ 1 tại tỉnh Quảng Bình, Việt Nam.
Cầu có lý trình tại Km 625+500 Quốc lộ 1. Đầu cầu phía bắc thuộc phường Quảng Thuận, thị xã Ba Đồn và đầu cầu phía nam thuộc xã Hạ Trạch, huyện Bố Trạch.
Cầu Gianh có chiều dài 746,4 m với 9 nhịp, chiều rộng 12 m, được hoàn thành và đưa vào sử dụng từ cuối năm 1998.